# Hyperwithius
Hyperwithius es un género de arácnido del orden Pseudoscorpionida de la familia Withiidae.

## Especies
Las especies de este género son::
- Hyperwithius annamensis (Redikorzev, 1938)
- Hyperwithius dawydoffi Beier, 1951
- Hyperwithius tonkinensis Beier, 1951